# Tribonium delicatum
Tribonium delicatum är en kackerlacksart som beskrevs av Guilherme A.M.Lopes 1978. Tribonium delicatum ingår i släktet Tribonium och familjen jättekackerlackor. Inga underarter finns listade i Catalogue of Life.